# Acidose
L’acidose est un trouble de l'équilibre acido-basique désignant un état pathologique dû à une baisse du pH du sang qui devient inférieur à la normale et donc acide (par opposition à l'alcalose, liée à une hausse du pH du sang). Cet état correspond à une concentration élevée en ions hydrogène (H+) dans le sang. 

## Métrologie
L'acidose correspond à une acidité accrue du plasma sanguin. Généralement, on considère qu'il y a acidose quand le pH naturel se situe en dessous de 7,38 (son opposé, l'alcalose, se produit à un pH supérieur à 7,42). Il faut une analyse gazeuse du sang artériel et d'autres tests pour déterminer les causes principales du phénomène.
Les moyens de diagnostic classiques (mesure du pH et calcul du déficit de base ou dosage du lactate) sont peu précis et non spécifiques. En 2013, Claude Racinet et ses collègues ont proposé une méthode de diagnostic de l'acidose métabolique à la naissance « par la détermination du pH eucapnique »

## Vocabulaire
À proprement parler, le terme acidémie conviendrait mieux pour décrire l'état d'un pH bas dans le sang, acidose étant réservé à la description des processus causes de cet état. Toutefois, la plupart des médecins utilisent les deux mots de façon interchangeable. 
La distinction peut être pertinente dans le cas où un patient porte en lui des facteurs susceptibles de provoquer aussi bien l'acidose que l'alcalose, et où c'est l'importance relative entre les deux qui détermine si le résultat sera un pH bas ou élevé.
Le taux d'activité cellulaire du métabolisme affecte le pH des liquides dans le corps, mais est affecté en même temps par celui-ci. Chez les mammifères, le pH normal du sang artériel se situe entre 7,38 et 7,42 selon les espèces (ainsi le pH du sang artériel d'un homme en bonne santé varie entre 7,38 et 7,42), les valeurs du pH compatibles avec la vie étant comprises entre 6,8 et 7,8. Un pH du sang artériel (et donc du flux extracellulaire) supérieur ou inférieur à ces chiffres provoque des dommages cellulaires irréversibles (Needham, 2004)[source insuffisante].
On distingue différents types d'acidose :
- Acidose métabolique ;
- Acidose respiratoire ;
- Acidose lactique ;
- Acidose mixte ;
- Acidose tubulaire rénale
- Acidose du nouveau-né ;
- Acidose ruminale.

### Acidose et déséquilibre acido-basique
Le terme acidose est aujourd'hui utilisé pour décrire une nouvelle pathologie lié à l'alimentation et au mode de vie dans les sociétés occidentales. Cette acidose alimentaire liée à un déséquilibre acido-basique qui menacerait notre santé semble relever d'une forme de désinformation pseudo-scientifique utilisée notamment par certains naturopathes.